# Gerd Grüner
Gerd Grüner (* 23. Januar 1955 in Waltersdorf) ist ein deutscher Politiker (SPD) und war von 2006 bis 2018 Bürgermeister der Kreisstadt Greiz.

## Leben
Nachdem er 1973 das Abitur machte, leistete Grüner von 1973 bis 1975 Wehrdienst. Anschließend studierte er von 1975 bis 1979 an der Handelshochschule Leipzig und schloss sein Studium als Diplom-Ökonom ab. Von 1979 bis 1981 arbeitete Grüner als Fachdirektor im VEB Großhandel WtB Greiz. Danach war er von 1981 bis 1986 Mitarbeiter für Ökonomie im VEB HDR Greiz. Von 1986 bis 1990 war er Mitarbeiter in der LPG Pflanzenproduktion Markersdorf.
Seine politische Karriere begann 1990. Grüner, der seit dem 1. Januar 1990 Mitglied der SPD war, war von 1990 bis 1994 der 1. Beigeordneter des Kreises Greiz, sowie von 1994 bis 2006 der 1. Beigeordneter der Stadt Greiz. Ab 2006 bekleidete er das Amt des Bürgermeisters der Stadt Greiz. Am 22. April 2012 wurde er in dem Amt bestätigt. Bei der Bürgermeisterwahl am 15. April 2018 verzichtete er auf eine erneute Kandidatur. Neuer Bürgermeister wurde der parteilose Alexander Schulze.
Grüner ist verheiratet und Vater zweier Töchter.